# Aziza al-Yousef
Aziza al-Yousef és una professora acadèmica saudita, una de les dirigents de les lluites pels drets de les dones del seu país. Fou detinguda per les autoritats saudites al maig del 2018, juntament amb Loujain al-Hathloul i altres activistes en una operació que Human Rights Watch interpretà com un acte d'atemoriment.

## Biografia
Aziza Al-Yousef feu els primers estudis en la Universitat Rei Saúd; després es traslladà als Estats Units i continuà la seua formació en la Universitat de la Mancomunitat de Virgínia. Acabà el doctorat en la Universitat Rei Saúd, institució on exercí la docència en ciències informàtiques durant 27 anys. És mare de 5 fills.

## Activisme pels drets de les dones
Al-Yousef ha sigut activa en diverses accions en defensa dels drets de les dones a l'Aràbia Saudita. L'any 2013, participà en una campanya contra els abusos i tortures que va patir una xiqueta de 5 anys d'edat, Lama al-Ghamdi, a mans del seu pare, el religiós saudita Fayhan al-Ghamdi, i que li van provocar la mort.
A l'octubre del 2013 va dirigir una acció per a impulsar la derogació de la norma que a l'Aràbia Saudita impedeix a les dones conduir autos. Al costat d'Eman al-Nafjan, que va fotografiar, filmar i publicar en les xarxes socials les imatges, foren detingudes per aquestes accions. Les alliberaren després que els seus esposos signassen un document amb la promesa formal que en endavant totes dues dones s'abstindrien de conduir vehicles.
 
El 2016 participà en una campanya per a abolir el sistema de tutela masculina imperant a l'Aràbia Saudita. Al costat d'una altra activista intentà lliurar personalment al Consell Assessor Reial una petició de més de 14.000 signatures per a abolir les regulacions de tutela; els digueren, però, que havien d'enviar-les per correu postal.
Al maig del 2018 fou detinguda pel govern saudita, al costat de Loujain Alhathloul, Madeha al-Ajroush, Eman al-Nafjan, Aisha al-Mana, i alguns homes, simpatitzants de la campanya en contra de la tutela masculina. Human Rights Watch interpretà que l'objectiu dels arrests era provocar terror en "qualsevol que expresse escepticisme sobre l'agenda del príncep hereu sobre drets". Les autoritats saudites acusaren els activistes detinguts de tenir "contacte sospitós amb grups estrangers", proporcionar suport financer a "elements hostils a l'estranger" i reclutar treballadors del govern. Aquests càrrecs són compatibles amb els delictes descrits en la llei antiterrorista del 2017. Segons The Independent, els arrests els feren "només sis setmanes abans que Aràbia Saudita hagués d'aixecar l'única prohibició mundial sobre la conducció de vehicles per part de dones".
Després de la detenció, moltes personalitats i organismes reclamaren a les autoritats saudites l'alliberament dels activistes. Entre altres, Amnistia Internacional alertà sobre les violacions dels drets humans per part del govern saudita, i el Parlament Europeu emeté una resolució sol·licitant l'immediat i incondicional alliberament dels detinguts, la fi de l'assetjament als defensors i defensores dels drets de les dones i una resposta més ferma per part de la comunitat europea.
Es creu que des del novembre del 2018 està detinguda a la presó de Dhahban. Basant-se en evidències, Amnistia Internacional denuncià que les activistes detingudes són sotmeses a tortures, abusos sexuals i altres tractes inhumans. Cap a final de gener del 2019, Aziza al-Yousef romania detinguda i incomunicada, sotmesa a tortura i podria enfrontar-se a una condemna de fins a 20 anys de captivitat.